# Adam7

Иллюстрация работы Adam7 для изображения 16×16 точек

Adam7 — алгоритм образования чересстрочного изображения, специфичный для формата PNG. Чересстрочные изображения разбиваются на семь меньших накладыванием на каждый участок 8x8 следующей маски:
| 1 6 4 6 2 6 4 6 7 7 7 7 7 7 7 7 5 6 5 6 5 6 5 6 7 7 7 7 7 7 7 7 3 6 4 6 3 6 4 6 7 7 7 7 7 7 7 7 5 6 5 6 5 6 5 6 7 7 7 7 7 7 7 7 |

Числа соответствуют номеру маленького изображения, куда попадёт пиксель.
В этом алгоритме используется семь проходов в двух измерениях, в отличие от подобных алгоритмов, используемых в GIF и использующих только четыре прохода по вертикали. Это даёт более высокую скорость развертки за меньшее число операций, чем в алгоритме бикубической интерполяции.
Adam7 получил своё название в честь Адама Костелло (англ. Adam M. Costello), который предложил этот метод 30 января 1995, расширив существовавший алгоритм с пятью проходами Ли Даниэля Крокера (англ. Lee Daniel Crocker):
| 1 4 2 4 5 5 5 5 3 4 3 4 5 5 5 5 |

Схожий вариант формирования изображения использует формат FLIF.